# Valerianus Laurentii Cuprimontanus
Valerianus Laurentii Cuprimontanus, född i Stora Kopparbergs socken, död 1592 i Hedemora socken, var en svensk präst och riksdagsman.

## Biografi
Valerianus Laurentii uppges av Muncktell vara son till en Lars Smältare på Varggården i Stora Kopparberg. Modern uppges som änka ha gift om sig med kyrkoherden i Irsta socken, Laurentius Torkilli, som sedermera blev syssloman vid Västerås domkyrka. Valerianus Laurentii prästvigdes 1569 av sin blivande svärfar, biskopen Johannes Nicolai Ofeegh. 1572 efterträdde han styvfadern som kyrkoherde i Irsta och blev 1580 kyrkoherde i Hedemora samt kontraktsprost.
Valerianus Laurentii var riksdagsman 1590 då 1590 års arvförening antogs. Som sköld använde han ett stolpvis ställt murankare.
Med hustrun Susanna Ofeegh fick han dottern Ingrid, som var gift med hans efterträdare Ericus Svenonis Roslagius. Susanna Ofeegh gifte som änka om sig med Christophorus Germundi.